# Покісниця
Покісниця (Puccinellia) — багаторічна трав'яниста рослина родини тонконогові (Poaceae).

## Опис
Це як правило, багаторічні, рідше бувають одно- та дворічні трав'янисті рослини. Як правило, ростуть пучками. Листові пластини плоскі, складені або рідко загорнуті. Волоті або рідко китицеві суцвіття містять колоски. Колоски стиснуті з боків і містять від трьох до десяти квіточок. Всі квіти — гермафродити. Різновидні колоскові луски є від ланцетних до яйцеподібних, мають від тупого до загостреного верхівку, й округлені на спині. Леми (нижні квіткові луски) 5-жильні, від ланцетної до яйцеподібної форми, округлі на спинці. Є три тичинки; їхні пиляки виступають з кінчика квітки. Після досягнення зрілості колоски розриваються між квіточками, а колоскові луски залишаються.

## Поширення
Ці трави зростають у вологих середовищах, часто в солончакових або лужних умовах. Вони рідні для помірних і арктичних областей Північної (в оновному) й Південної півкуль. Налічується понад 100 видів (див. Список видів роду покісниця).
В Україні зростають:
- Покісниця скручена (Puccinellia convoluta (Hornem.) Fourr., syn. Puccinellia bilykiana Klokov, syn. Puccinellia syvaschica Bilyk)
- Покісниця розставлена (Puccinellia distans (Jacq.) Parl., syn. Puccinellia limosa (Schur) Holmb.)
- Puccinellia dolicholepis (V.I.Krecz.) Pavlov, syn. Puccinellia fominii Bilyk
- Покісниця кострицеподібна (Puccinellia festuciformis (Host) Parl.)
- Покісниця велетенська (Puccinellia gigantea (Grossh.) Grossh.)
- Покісниця Гаупта (Puccinellia hauptiana (V.I.Krecz.) Kitag.)
- Покісниця строкатоцвіта (Puccinellia poecilantha (K.Koch) Grossh.)
- Покісниця найтонша (Puccinellia tenuissima (Litv. ex V.I.Krecz.) Pavlov)